# 20 000 mil podmorskiej żeglugi (film 2002)
20 000 mil podmorskiej żeglugi (ang. 20.000 Leagues Under the Sea, 2002) – amerykański film animowany w reżyserii Scotta Heminga. Adaptacja powieści Juliusza Verne’a Dwadzieścia tysięcy mil podmorskiej żeglugi.

## Obsada
- John Lee – Kapitan Nemo
- Jennifer Andrews Anderson – Bernadette
- Anthony Clark Kaczmarek – Dr Aronnax
- Nils Haaland – Delivery Boy
- Michael Hariig – Darren
- Matt Kampraih – Farragui
- Hannah Koslosky – Grace
- D. Kevin Williams – Neo

## Wersja polska
Udźwiękowienie: Kartunz

Reżyseria: Grzegorz Pawlak

Dialogi: Justyna Janiak

Udział wzięli:
- Masza Bogucka
- Magdalena Dratkiewicz
- Mariusz Siudziński
- Grzegorz Pawlak
- Janusz German
- Krzysztof Janczar
- Gracjan Kielar
- Artur Majewski